# Biafra
Republika Biafra je bila odcepljena in mednarodno nepriznana afriška država na jugovzhodu današnje Nigerije z glavnim mestom Enugu, ki je obstajala od 1967 do 1970. Mejila je na Nigerijo in Kamerun, na jugu pa na Atlantski ocean (Gvinejski zaliv). Poimenovana je bila po manjšem Biafrskem zalivu, ob katerem tudi leži. Večinski prebivalci so pripadniki ljudstva Ibi (tudi Iboji, Ibo).
Do odcepitve Biafre je prišlo zaradi gospodarskih, etničnih, kulturnih in verskih napetosti med različnimi nigerijskimi ljudstvi. Biafro so kot samostojno državo priznali le Gabon, Haiti, Slonokoščena obala, Tanzanija in Zambija, pomoč in podporo pa so nudili tudi Izrael, Francija, Portugalska, Rodezija, JAR in Vatikan.

## Zgodovina
Nigerija je kot nekdanja britanska kolonija 1. oktobra 1960 postala neodvisna država. Prva težava novonastale države so bile nedorečene meje pokrajin. Na severu so večinoma živeli muslimani (Havsi in Fulani), na jugu, bogatem z zalogami nafte, pa kristjani in animisti. Kmalu so nesoglasja privedla do medetničnih spopadov, zato je skupina častnikov z juga januarja 1966 izvedla državni udar, razveljavila ustavo in uvedla enotno državo, razdeljeno na province. Ker je novi režim dajal prednost Ibojcem, je na severu nastal silovit odpor, ki je prerasel v pogrome nad njimi, v katerih jih je bilo ubitih okoli 30.000, okoli 1.000.000 pa je bilo razseljenih. Sredi novih spopadov, julija 1966, se je zgodil nov državni udar, ki so ga tokrat izvedli častniki s severa. Vzhodni del države so razdelili med tri zvezne države, celotno državo pa na dvanajst zveznih držav.
Januarja 1967 je v Abuji prišlo do poskusa prekinitve sovražnosti. Načrt je predvideval, naj bi se sprte regije povezale v konfederacijo. Poskus ni uspel, zato je vojaški poveljnik jugovzhodne regije Chukwuemeka Odumegwu Ojukwu 30. maja 1967 razglasil samostojnost in neodvisnost Biafre. Zaradi enostranske poteze in zalog črnega zlata so se kmalu ponovno začeli spopadi, ki so prerasli v nigerijsko državljansko vojno.

### Vojna
Zvezna vlada, ki je vojaško pomoč dobivala od Združenega kraljestva in Sovjetske zveze, je začela vojaške operacije, da bi si ponovno podredila jugovzhodno regijo. Sprva niso imeli večjih uspehov, a so že v letu dni uspeli zasesti veliko odcepljenega ozemlja. Septembra 1968 so sprožili novo ofenzivo, ki najprej ni bila uspešna. Po preboju biafrske obrambne linije so se pričeli siloviti boji. Nigerijska vlada je celo prepovedala pomoč Rdečega križa na tem območju. Zaradi strahotnih razmer je Ojukwu pozval Združene narode, naj preprečijo nadaljnje napade zvezne vojske. Tik pred popolnim zlomom Biafre decembra 1969 je Ojukwu pobegnil v Slonokoščeno obalo, poveljstvo pa je prepustil Philipu Effiongu. Ta je januarja 1970 podpisal brezpogojno vdajo Biafre.

### Izid
Rezultat vojne je bil propad Biafre, ki je bila tako spet vključena v Nigerijo, opustošeno gospodarstvo ter približno 1.000.000 mrtvih Ibojcev zaradi lakote in spopadov.